# Argenteau
Argenteau (Nederlands, niet meer gebruikelijk: Arkenteel, Erkenteel of Erkentiel, Waals: Årdjetea) is een dorp in de Belgische provincie Luik en een deelgemeente van de stad Wezet. Tijdens het ancien régime viel het onder het redemptiedorp Hermal. Vanaf de Franse tijd was het een zelfstandige gemeente tot het bij de fusie van 1977 toegevoegd werd aan de gemeente Wezet.
Argenteau ligt op een hoogte aan de rechteroever van de Maas tussen Luik en Wezet waarmee het goede verbindingen heeft via de autosnelweg A25/E25 waarmee het dorp een aansluiting heeft. Ook de spoorlijn tussen Luik en Maastricht loopt door het dorp. Tot in 1956 had Argenteau een station langs deze spoorlijn.

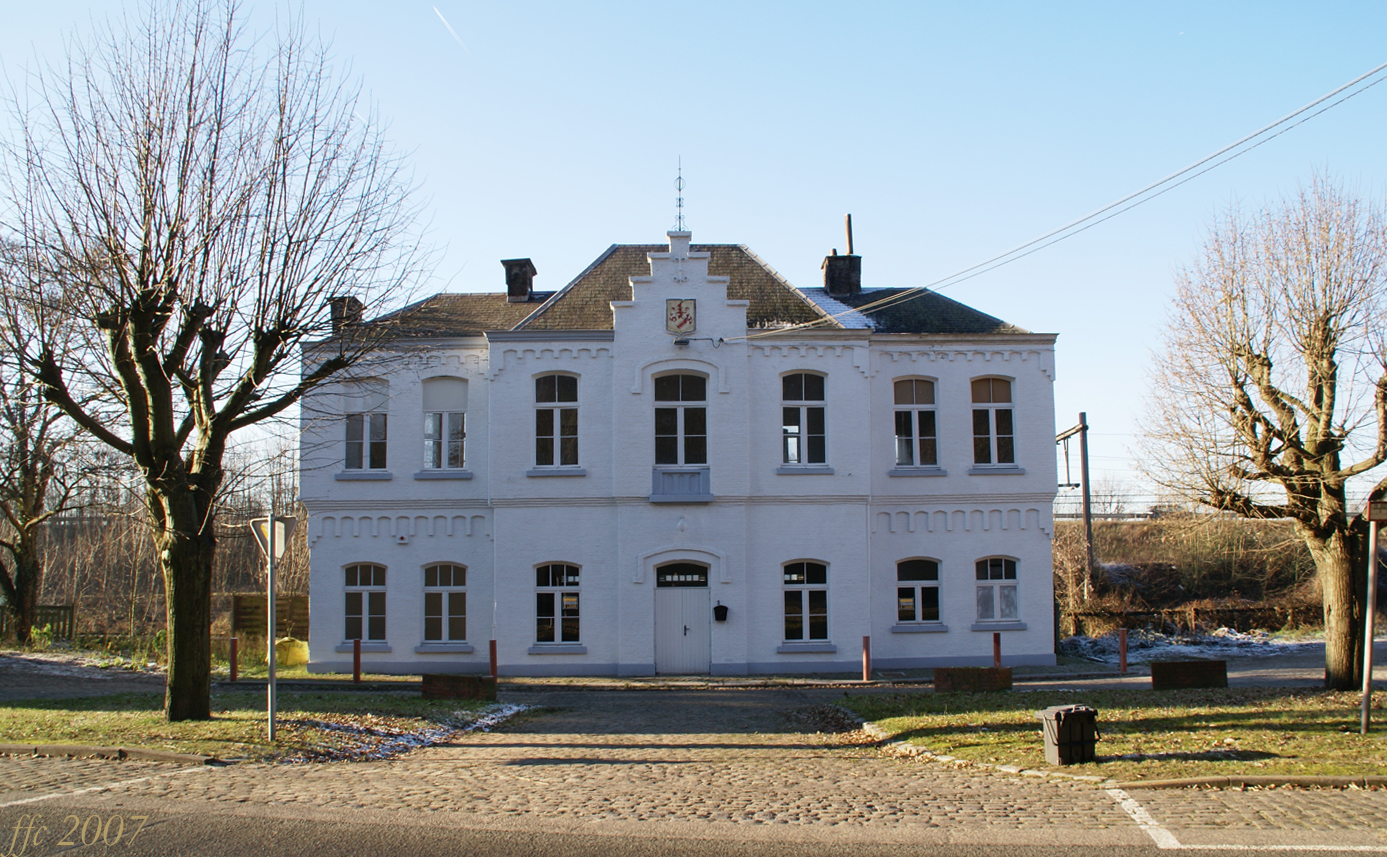
Het voormalige station van Argenteau

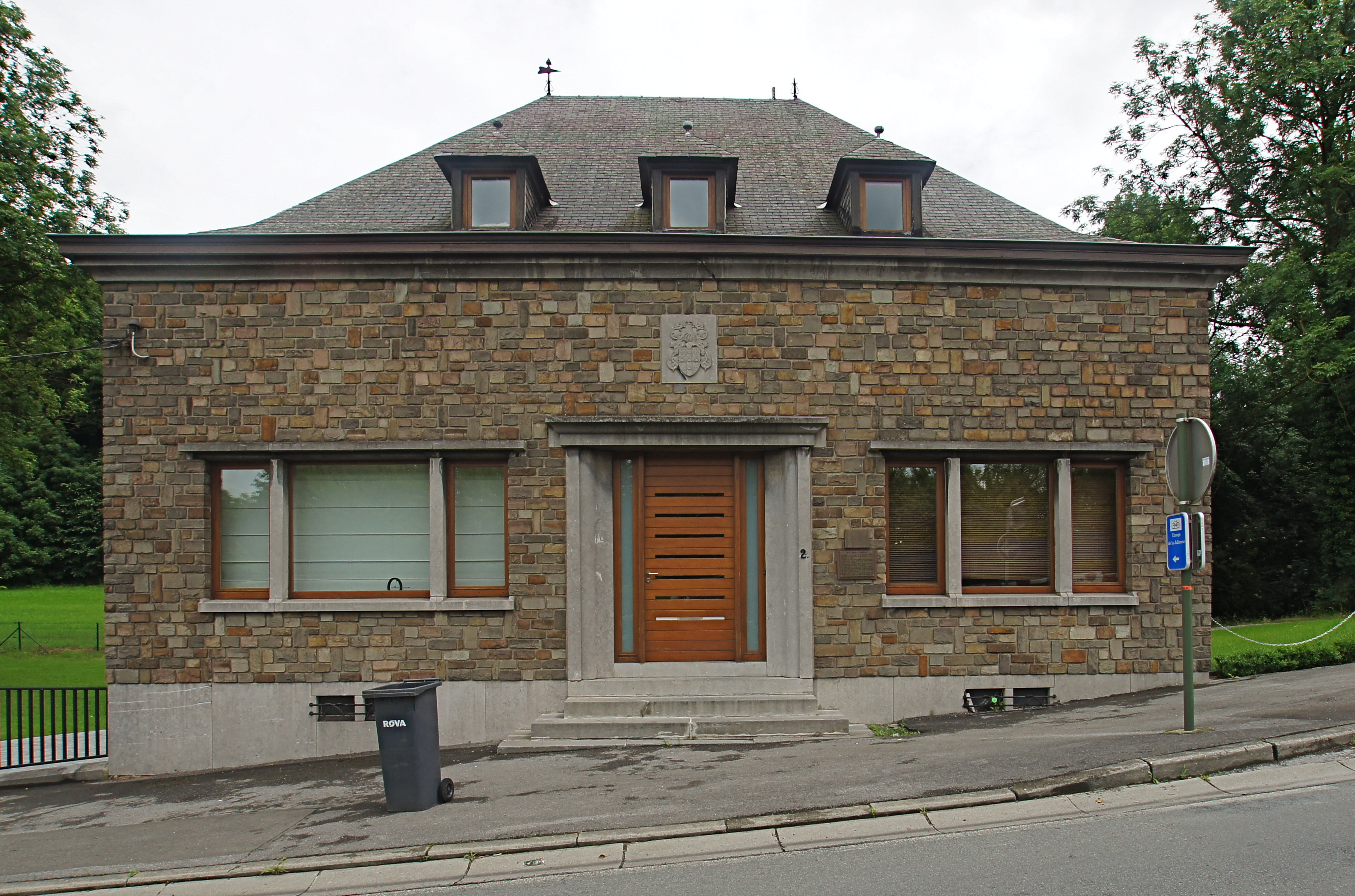
Oud gemeentehuis

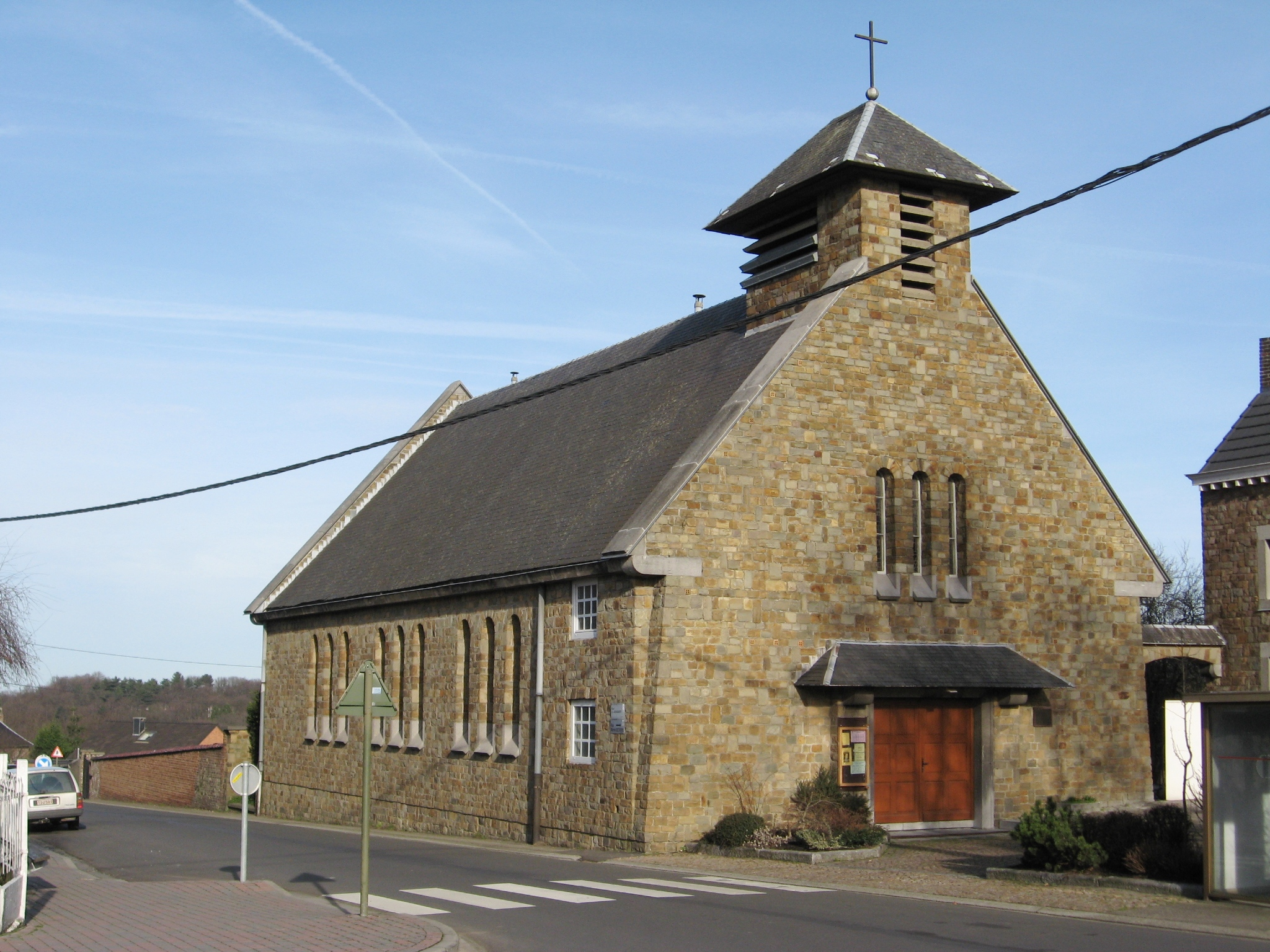
De parochiekerk

## Toponymie
De plaats heette vanouds Argenteal (vergelijk het Nederlands Erkenteel). Dit zou volgens romantici een vervorming zijn van zilveren stroom (eau d'argent). In de middeleeuwen echter, zo gaat het verhaal, zouden de heren -c.q. roofridders- van Argenteau de schippers op de Maas voor de minder romantische keuze hebben gesteld: Geld of water, dat wil zeggen de verdrinkingsdood.

## Situatie in 1830
Bij de onafhankelijkheid van België inventariseerde geograaf Philippe Vandermaelen in dit dorp 154 degelijke woningen,  een kerk, een kasteel, een molen en een distilleerderij Een school wordt niet vermeld. Er waren 670 inwoners. De jaarmarkt was op 11 September. Het inventaris omvat verder details over de natuurlijke omgeving, bodems, landbouwproductie en veestapel. Er was wijnbouw, maar met veel moeilijkheden. Ook het wegennetwerk van toen is beschreven.

## Natuur en landschap
Argenteau ligt op een hoogte tussen de Maas en de Julienne, welke laatste juist ten noorden van het dorp in de Maas uitmondt. Het ligt op de uiterste westrand van het Land van Herve, met weilanden en boomgaarden. 22% van de oppervlakte van de deelgemeente bestaat uit bos.
De buurtschappen Wixhou in het noorden, en Sarolay in het zuiden, behoren eveneens tot de deelgemeente.

## Bezienswaardigheden
- Het Kasteel van Argenteau dat dateert van 1683 en gebouwd werd op de ruïnes van een oude burcht uit de 10de eeuw. Het kasteel ligt op een rots aan de oever van de Maas.
- De Onze-Lieve-Vrouw Tenhemelopnemingskerk ligt in het gehucht Sarolay
- De kapel van Wixhou die toegewijd is aan Notre-Dame-au-Bois.

## Demografische ontwikkeling
Bron: NIS; Opm:1806 t/m 1970=volkstellingen; 1976=inwoneraantal op 31 december

## Geboren in Argenteau
- Guillaume Marie van Zuylen (1910-2004), bisschop van het bisdom Luik
- François Walthéry (1946), striptekenaar

## Nabijgelegen kernen
Richelle, Hermalle-sous-Argenteau, Cheratte